# ニコラス・バトラー
ニコラス・マレイ・バトラー（Nicholas Murray Butler, 1862年4月2日 - 1947年12月7日）は、アメリカの哲学者で、著述家。ニューヨーク市のコロンビア大学の総長を務めた（任期1902年 - 1945年）。
ケロッグ・ブリアン条約の締結を促した功績を認められ、1931年に、ジェーン・アダムズと共にノーベル平和賞を受賞した。

## 生涯と業績

### 生い立ちと大学での活動
ニコラス・マレイ・バトラーは、1862年アメリカのニュージャージー州のエリザベスで工場経営者の息子として生まれた。彼はニューヨークのコロンビア・カレッジ（今日のコロンビア大学の前身）に学び、卒論ではイマヌエル・カントを取り上げた。1884年哲学の学位を取得、1888年コロンビア・カレッジの哲学の教授になった。その上、1893年には教育学の教授職も引き受け、1902年にはコロンビア・カレッジの学長に就任し、今日世界的にその名を知られるコロンビア大学へと発展していくことになる改革を行った。1945年、83歳で彼は学長職を引退した。

### 平和運動
マレイは、かなり早い時期から平和運動に積極的に係わっていた。とりわけ熱心だったのは、国際理解というテーマである。彼には、政府から総督、大使、さらには外務長官などの職の提供があったが、彼はこれらをすべて固辞している。1907年、彼はフランスの政治家エストゥルネル・ド・コンスタンが創設した国民的関心の防衛と国際的和解のための委員会のアメリカ支部を創設する。1907年-1912年バトラーは、常設国際司法裁判所の創設のための準備に参加する。常設国際司法裁判所は、1921年になってデン・ハーグに設けられた。
1910年アメリカの実業家アンドリュー・カーネギーが、カーネギー国際平和基金を創設し、これに1,000万ドルの基金を提供した。バトラーはこの準備のために大きく関与する。この財団は、以後、国際的な平和活動のため最も重要な支柱として寄与していくことになる。バトラーはワシントンD.C.で、この財団の事務長に就任し、1925年以後は理事長となる。 その役割としては、彼は彼を外部の相談相手として利用したアメリカ大統領の相談相手という役もあった。時には外交官のようなこともやってのけ、それには、ソ連の共産党書記長ウラジーミル・レーニンやイタリアの首相ベニート・ムッソリーニとの会談のようなものもある。第一次世界大戦の後、新設された国際連盟にはバトラーは懐疑的な立場をとった。
1927年アリステッド・ブリアンが発表した政治的な手段としての戦争の追放宣言にバトラーは感銘し、アメリカをこれに賛成する側に引き込んだ。この件により、彼は1928年に締結されたケロッグ・ブリアン条約の最も重要な推進者となったのである。